# سنگ شور

نمونه ای از کت و شلوار لی سنگ شور شده اسیدی.
این مد در دهه ۱۹۸۰ میلادی با پیدایش موج نو و سینث-پاپ محبوب شد.

سنگ شور فرآیندی از مهندسی نساجی است که برای به وجود آوردن ظاهری فرسوده به پارچه که به تازگی فراوری شده است، می‌گویند. بیشترین استفاده از فرایند سنگ شوری برای پارچه لی می باشد. سنگ شوری در دهه ۱۹۸۰ میلادی محبوب شد، زیرا شلوار جین اسیدی در این دهه توسط زیر‌سبک های موسیقی راک مانند موج نو و سینث-پاپ به محبوبیت رسید. هرچند سنگ شوری پارچه لی ریشه در فرهنگ موج سواری دهه ۱۹۶۰ دارد. سنگ شوری همچنین به افزایش نرمی در پارچه‌های سفت و سخت مانند کرباس و لی کمک می‌کند. اگرچه فرایند سنگ شوری نرمی پارچه را افزایش می‌دهد اما عمر پارچه لی را کوتاه می‌کند و موجب پاره شدن آن می‌گردد.

فرایند سنگ شوری می‌تواند پرهزینه باشد زیرا پارچه لی باید با سنگ‌های ویژه ای بارها شسته شود تا شن و ماسه که در فرایند سنگ شوری تولید شده از بین برود. در کنار هزینه‌های بالای تولید، سنگ شوری می‌تواند برای محیط زیست نیز زیان بار باشد زیرا این فرایند از آب بسیار زیادی بهره می‌برد. بسیاری از تولیدکنندگان پارچه لی کوشش می‌کنند تا از روش‌های دیگری به جای سنگ شوری استفاده کنند.

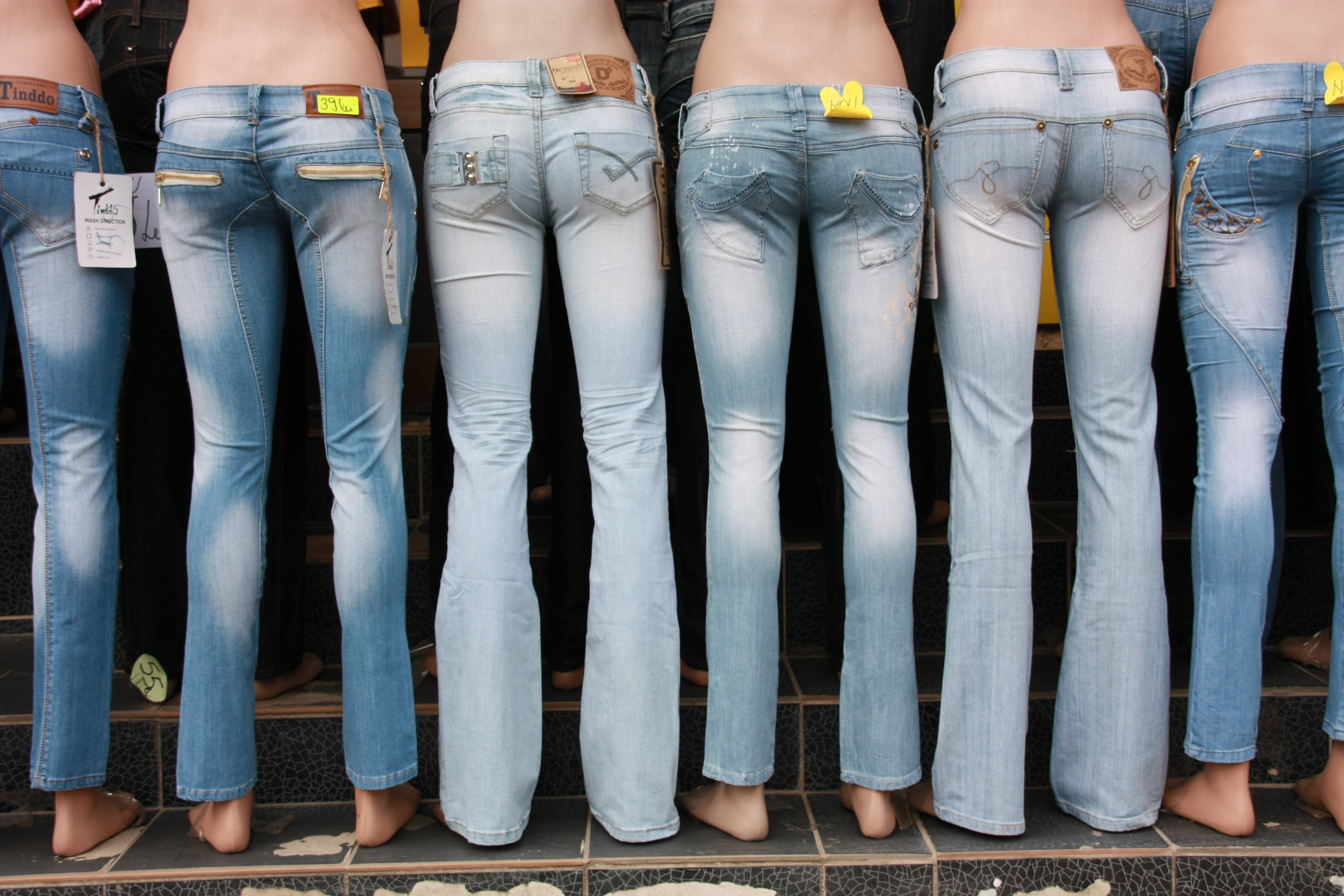
نمونه ای از شلوار لی سنگ شور شده بدون اسیدی

در فرایند سنگ شوری لباس‌ها در ماشین لباسشویی صنعتی مخصوص قرار می‌گیرند که با سنگ‌های بزرگ پر شده‌اند. با چرخش لباس‌ها در ماشین‌های لباسشویی، پارچه لی پشت سر هم توسط سنگ‌ها کوبیده و ساییده می‌شوند. تعداد شستشو بر روی نرمی و کیفیت پارچه تأثیر می‌گذارد. با شستشوی چندین باره پارچه لی در ماشین‌های لباسشویی پارچه نرم می‌شود هرچند که کیفیت پارچه کاهش می‌یابد.
تعداد بسیاری از افراد، شرکت‌ها و سازمان‌ها ادعا می‌کنند که سنگ شوری را نوآفرینی کرده‌اند. به گفته شرکت لیوایز دونالد فریلند کارمند شرکت «بزرگان پوشاک غربی» که بعدتر توسط لیوایز خریداری شد، پارچه لی سنگ شورده را در دهه ۱۹۵۰ به وجود آورده است. مهندس صنایع کلود بلنکیت نیز می گوید که این فرایند را در دهه ۱۹۷۰ به وجود آورده است. شرکت پوشاک و پارچه دوزی ادوین ادعا می‌کند که فرایند سنگ شوری را در دهه ۱۹۸۰ به وجود آورده است. از شرکت فرانسوی ماریتا + فرانسوا گیرباد با نام مخترع روش صنعتی سنگ شوری یاد می‌شود. هرچند فرایند سنگ شوری توسط شرکت پوشاک رایفل جینز در سال ۱۹۸۶ به ثبت رسیده است.